# Peter Broun
Peter Nicholas Broun (Guernsey, 17 augustus 1797 – Fremantle, 5 november 1846) was een Brits pionier in West-Australië.
Broun oefende 17 jaar lang de functie van 'Colonial Secretary' uit en was op James Stirling na de belangrijkste man van de kolonie aan de rivier de Swan.

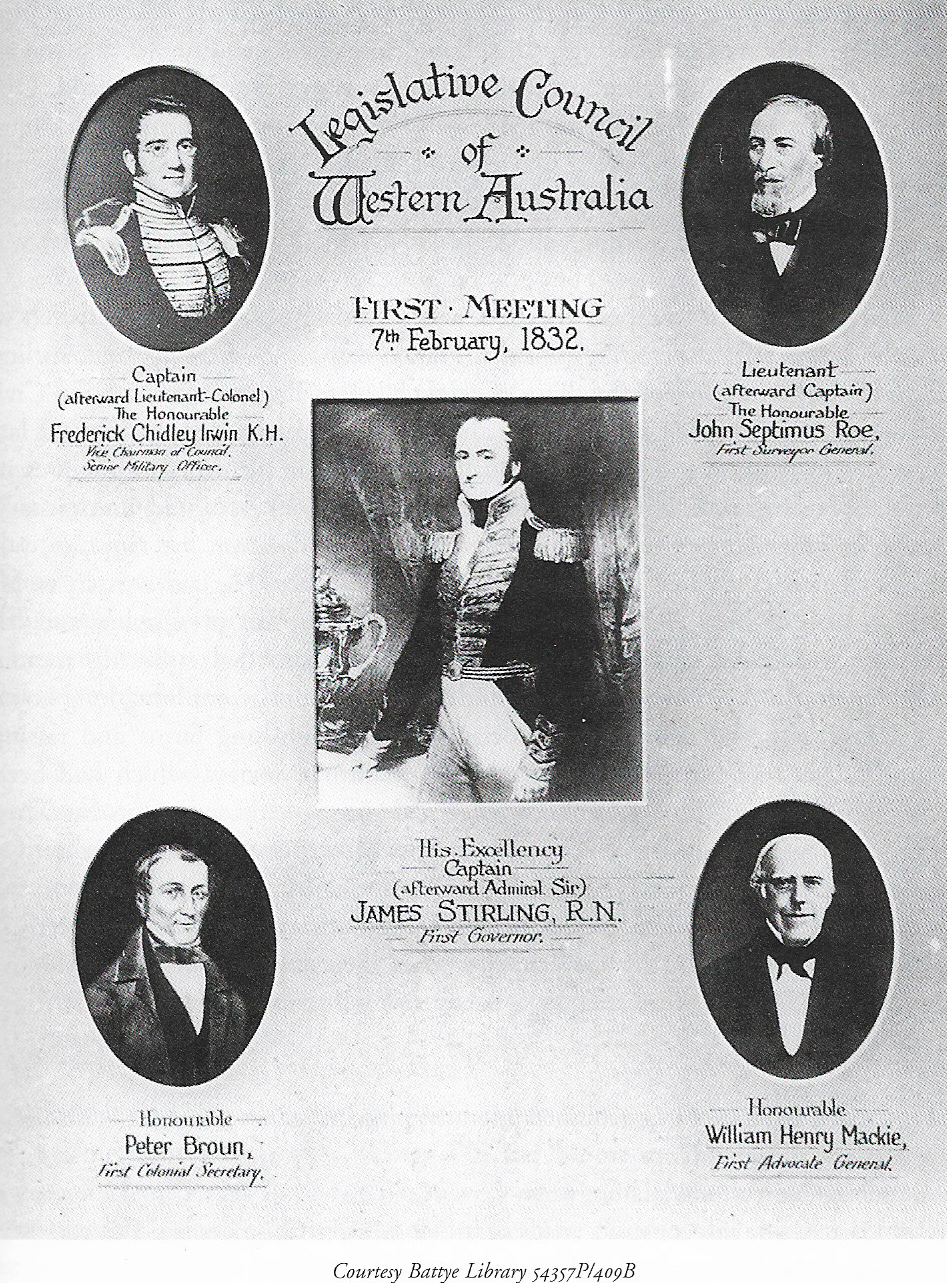
Eerste samenkomst van de Legislative Council

## Vroege leven
Broun werd in 1797 op Guernsey geboren. Hij was een zoon van Baronet William Broun en diens echtgenote Annie, dochter van kolonel Peter de Mirgy.
Broun werkte in zijn jonge jaren als klerk in Schotland. In 1825 huwde hij Caroline, de dochter van James Simpson of Dumfriesshire. Het huwelijk bracht drie zonen en vijf dochters voort.
Op aanbeveling van George Murray werd Broun in december 1828 door James Stirling als secretaris voor de nieuwe kolonie aan de rivier de Swan gekozen. Broun werd in januari benoemd en reisde met zijn vrouw en twee kinderen aan boord van de Parmelia naar het westen van Australië waar ze in juni 1829 arriveerden.

## West-Australië
Aanvankelijk werkte Broun vanuit een tent op Garden Island. Hij diende de ontscheping van de soldaten, kolonisten en voorraden te overzien. Vervolgens vestigde Broun zich in Perth. Eerst leefde hij met zijn gezin in een tijdelijke kantoor, later bouwde hij er een eigen woning. Broun had vee, werktuigen en meubelen ter waarde van £ 500 ingevoerd waardoor hij op bijna 40 km² grond recht had. Die selecteerde hij deels langs de bovenloop van de rivier de Swan en noemde het 'Bassendean', naar de eigendom van zijn familie in Schotland.
Broun woonde de vergaderingen van de boeren en later de 'Agricultural Association' bij, maar had weinig tijd om zijn eigen grond te ontwikkelen. Hij was verantwoordelijk voor de financiën van de kolonie en kolonisten brachten hem daarenboven hun spaargeld. Pas in 1832 toen 'Deputy Assistant Commissary-General' Lewis in de kolonie arriveerde werd een echte 'Colonial Treasurer' (koloniaal schatkistbewaarder) aangesteld.
Hoewel er was voorgesteld een koloniale bank op te richten gebeurde er niets. Dus bleef Broun als private bankier dienstdoen. In 1833 was fysiek geld schaars doordat het aan import werd uitgegeven. Broun schreef daarop wissels uit. De wissels waren echter onvoldoende gedekt en zijn bank ging over kop. De overheid diende tussen te komen. Broun verkocht 'Bassendean' en zijn vee, en reserveerde een vierde van zijn salaris, om de overheid terug te betalen.
Broun was naast koloniaal secretaris en ambtenaar van de burgerlijke stand ook klerk en lid van het 'Legislative Council' en het 'Executive Council'. Hij was op Stirling na de belangrijkste man van de kolonie. De 'Executive Council' kwam soms vier keer per maand samen. Vooral tijdens Stirlings afwezigheid, van augustus 1832 tot augustus 1834, had Broun veel om handen.
Hoewel Broun zelf onder plunderende Aborigines had geleden, raadde hij de kolonisten voortdurend aan voorzichtig en humaan met hen om te gaan. Hij pleitte voor een behoorlijk politiekorps. In september 1833 was Broun woedende op Henry Willey Reveley. Er dreigde hongersnood in de kolonie. Toch durfde Reveley verschillende overheidsleningen eisen om zijn meelmolen te verbeteren - alvorens hij 2.000 uit Van Diemensland geïmporteerde bushels graan wilde vermalen.
In 1839 trad John Hutt als nieuwe gouverneur van West-Australië aan. De 'Legislative Council' kreeg meer macht. Hierdoor diende Broun minder lastige beslissingen te nemen. In 1842 werd Broun als een van zes raadsleden in de eerste 'Perth Town Trust' verkozen. In 1845 werd hij vanwege zijn slechte gezondheid, na zeventien jaar als koloniaal secretaris te hebben gediend, door George Fletcher Moore vervangen.

## Nalatenschap
Broun stierf op 5 november 1846 in Fremantle. Zijn echtgenote had geen recht op een pensioen en zeilde aan boord van de Hindoo naar Engeland terug. Het schip brandde uit. Ze werd gered maar Brouns papieren en dagboeken gingen verloren.

## Broun - Brown
Sinds zijn aankomst in West-Australië spelde Broun zijn naam als "Brown". Volgens historicus Battye deed de hele familie dit nadat ze in de Jakobitische opstand van 1745 verwikkeld waren geraakt. Vanaf 1843 spelde Broun zijn naam weer als Broun, maar vele officiële documenten uit de beginjaren van de kolonie zijn dus ondertekend als Brown.
- Australian Dictionary of Biography: broun-peter-nicholas-1833
- Trove: 1468361